# Jardín Japonés de Portland
El Jardín Japonés de Portland (en inglés : Portland Japanese Garden) es un jardín japonés tradicional de  5.5 acres (22,000 m²) de extensión, ubicado en Portland (Oregón), Estados Unidos.

## Localización
Portland Japanese Garden Washington Park, Tualatin Mountains-west hills Portland (Oregón), United States-Estados Unidos.
El jardín japonés está cercano a la entrada principal del "Washington Park", en la parte alta del "Park Place", y a una corta caminata del International Rose Test Garden. El estacionamiento puede ser escaso en días soleados, pero TriMet la línea 63 para cerca, al igual que Washington Park Shuttle.

## Diseño

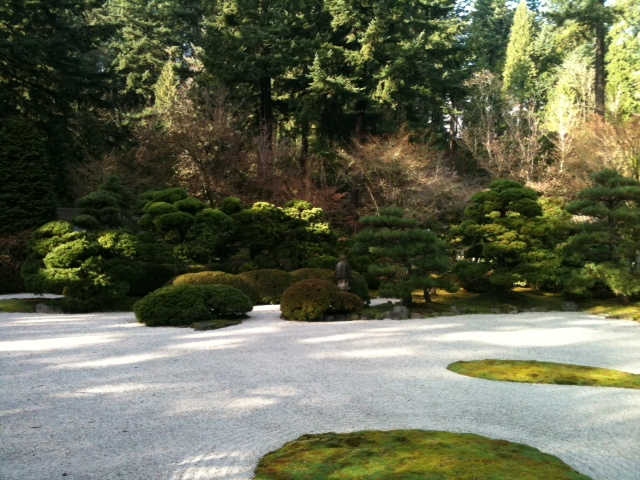
Flat Garden (jardín llano).

El jardín japonés de Portland engloba a cinco diferenciados estilos de jardín. Al entrar en un jardín japonés, el efecto deseado es el encontrar una sensación de paz, de armonía, y  tranquilidad y experimentar la sensación de formar parte de la naturaleza. En un sentido profundo, un jardín japonés es una reflexión viva de la larga historia y de la cultura tradicional de Japón. Influenciado por las filosofías sintoísta, budista, y taoísta, allí son siempre “algo más” en estas composiciones de piedra, agua, y plantas que los ojos encuentran. 
Tres elementos esenciales usados para crear un jardín japonés son piedra, los “huesos” del paisaje; agua, la fuerza donante de vida; y plantas, el tapiz de las cuatro estaciones. Los diseñadores de jardines japoneses sienten que la buena composición de las piedras es uno de los elementos más importantes en la creación de un jardín bien diseñado. Los elementos secundarios incluyen pagodas, linternas de piedra, cuencas de agua,  cenadores, y puentes. Los jardines japoneses son asimétricos en diseño y reflejan la naturaleza en forma idealizada. Tradicionalmente, la escala humana se mantiene en todas partes de modo que cada uno se sienta siempre parte del ambiente, no dominado por el. Como profesor Tono quiso incorporar los árboles nativos en el jardín japonés de Portland de modo que se mezclaran de un modo natural con su ambiente, algunas de las plantaciones en el jardín está en una escala mayor.

## Componentes
El jardín tiene cinco subjardines importantes, cada uno de ellos con un grado de formalidad diferente: 
- Strolling Pond Garden (Jardín de Paseo de la Charca) es el más grande y contiene  múltiples áreas. En una parte de la senda tiene rocas dispuestas como la constelación El Carro. En otra parte tiene una antigua linterna con múltiples gradas en forma de pagoda, un regalo de la ciudad hermana de Portland Sapporo con rocas  ornamentales formando la silueta de la isla de Hokkaidō y una piedra roja para Sapporo.  Varios puentes adornados caprichosamente cruzan los arroyos entre las charcas.
- Natural Garden (Jardín Natural) ofrece múltiples charcas, cascadas y corrientes de agua. Los árboles, arbustos, helechos y musgos crecen en su estado natural.
- Sand and Stone Garden (Jardín de Rocas y Grava) con características piedras que se levantaban de la arena ondulada sugerente del océano. Se realizan a menudo los patrones sencillos del rastrillo en los jardines secos conocidos como karesansui en japonés.
- Flat Garden (Jardín Llano) se encuentra típicamente en los diseños urbanos del jardín, pero aquí pone un contraste con las irregularidades y los contornos del parque. La arena blanca rastrillada representa el agua y pone un fuerte contraste con el césped, el musgo, los árboles de hoja perenne y las azaleas.
- Tea Garden (Jardín de Té) tiene dos secciones una de ellas dedicada a la práctica de la ceremonia del té. El área exterior es el espacio de espera. El interior del pabellón es la auténtica casa del té.

## Historia

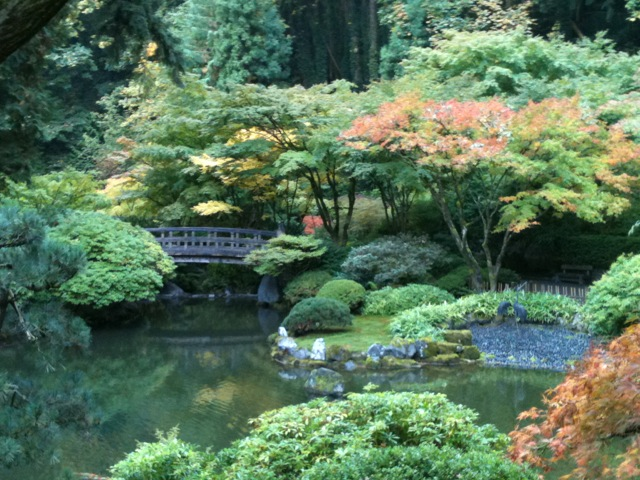
Jardín de paseo de la charca.

El jardín fue diseñado por el profesor Takuma Tono comenzando en 1963, y se abrió al público en 1967. 
En un estudio realizado en el 2004 por el Journal of Japanese Gardening, fue clasificado en segundo lugar de entre 300 jardines japoneses públicos fuera de Japón y considerado ser uno de los más auténticos. Esto es notable porque un jardín japonés tradicional lleva normalmente centenares de años para desarrollarse y madurarse, pero el jardín japonés de Portland desarrolló mucho más rápido la fusión del estilo occidental apresurado y de la expresión calma del extremo oriente.  

## Expansión
El jardín adoptó un plan el 7 de enero de 2011, para realizar una expansión futura.  En los planes se incluye un nuevo jardín más bajo con una nueva puerta de entrada. Un nuevo jardín también será construido en el lugar de la vieja puerta de entrada.
La última construcción tuvo lugar en 1994 cuando fue construida la tienda de regalos.